# Macrostemum malickyi
Macrostemum malickyi là một loài Trichoptera trong họ Hydropsychidae. Chúng phân bố ở miền Ấn Độ - Mã Lai.